# Вила Кампонески (Ријети)
Вила Кампонески је насеље у Италији у округу Ријети, региону Лацио.
Према процени из 2011. у насељу је живело 33 становника. Насеље се налази на надморској висини од 989 м.